# پیرانگه
پیرانگه (به لهستانی:  Pieranie) یک روستا در لهستان است که در گمینا دانبرووا بیسکوپیا واقع شده‌است. پیرانگه ۱۹۰ نفر جمعیت دارد.